# Шабла
Ша́бла (болг. Шабла) — місто в Добрицькій області Болгарії. Адміністративний центр общини Шабла. Розташоване в Північно-східній Болгарії між містом Балчик і кордоном з Румунією, недалеко від міста Каварна.

## Населення
За даними перепису населення 2011 року у місті проживала 3401 особа.
Національний склад населення міста:
| Національність   | Кількість осіб | Відсоток |
| ---------------- | -------------- | -------- |
| болгари          | 2945           | 92,6%    |
| цигани           | 103            | 3,2%     |
| турки            | 25             | 0,8%     |
| інша             | 10             | 0,3%     |
| не визначились   | 99             | 3,1%     |
| Всього відповіли | 3182           |          |

Розподіл населення за віком у 2011 році:
Динаміка населення:

## Географія
Місто Шабла знаходиться за 72 км на схід від Добрича, за 25 км на північний схід від міста Каварна і за 7 км на захід від мису Шабла. Сам мис - це вапнякова скеля, покрита лесом до 10 метрів над рівнем моря.

## Історія

### Пізній неоліт і енеоліт
За словами міського голови, було відкрито найдавніше в світі технологічно оброблене золото, яке на п'ятсот років старіше великих знахідок з Варненського некрополя. Доісторичні поселення, умовно названі Шабла I і Шабла II, синхронні з дуранкулашським, були відкриті і досліджені в 1974 році. проф. Генрієтою Тодоровою в урочищі "Нові лози" - на схід від нинішнього міста між Шабленською тузлою та озером Шабла. Їх жителі підтримували зв'язки з населенням, що мешкало на півдні чорноморського узбережжя.

### Антична Карія
У давнину в цих місцях мешкало плем'я фракійських гетів, і район був частиною Одриського царства. Багато фракійських надгробків поблизу свідчать про цю епоху. Стародавнє фракійське поселення VI-V в до н.е., яке виросло в кінці II ст. до. н.е. в портове містечко, було виявлено в сьогоднішньому рибацькому селі Карія на мисі Шабла. Місто Карія, в бухті на південь від мису Шабла, ототожнюється з древнім портом Карія (Καρών Λιμένα ) було найважливішим транзитним вузлом у VI-V ст. до н.е. до VI століття нашої ери. Антична фракійська Карея 1100 років забезпечувала дорогу через Фракійський херсонес (Босфор) до гирла Дунаюта та у Пантікапей (Крим). Згодом перетворилася на фортецю, яку римляни реконструювали в останній раз у IV столітті. Аріан, анонімний періплус Чорного моря, і римський географ Помпоній Мела у своїй роботі "Географія" в середині 1-го століття нашої ери вказують, що порт розташований між Калатісом (сьогодні Мангалія) і Тіристом (Каліакра) на мисі Шабла. З тих пір мис був важливим судноплавним орієнтиром на західному узбережжі Евксинського Понта. Тут знаходилася "вогнева варта", а в римські часи - постійний вогонь на башті. Це підтверджує наявність на морському дні на північному сході від теперішніх стовпів маяка стилізованої голова сови з мармуру. Знахідки з розкопок зберігаються в музеї в Добричі і в Будинку культури міста. Враховуючи значення слова "Портус", можна припустити, що старовинна гавань мису Шабла була штучно створена. За словами Карела Шкорпіля, це була паралельний до берега прямокутній басейн довжиною 280 метрів і шириною 120 футів, оточений з півночі, сходу і півдня трьома кам'яними насипами, один з яких мав один вхід. Сучасні підводні обстеження вказали план древньої гавані - вона складалася з двох частин: перша - відносно неглибокий басейн з приблизним розміром 400/150 м, оточений на північ і схід рифами, які в їхній нинішній формі успішно виконують роль природного молу, який майже ідентичний старовинної гавані, описаної Карелом Шкорпілом, а друга частина - глибша бухта, розташована на південь від басейну. Старі описи мису Шабла вказують на те, що колись рифи були реконструйовані штучним будівництвом, що відноситься до побудови фракійців саме до категорії "Лімен", існування якого підтверджено в топонімі Карон Лімен. За словами Аріана, "земля навколо Карійської гавані називається Карією". Дивлячись на величезну і порівняно низьку прибережну терасу, що лежить на захід від старовинної гавані, більша частина якої займала залишки цього величезного поселення і його некрополя. Це пояснює, що Карія не є абстрактним географічним поняттям, а конкретним топонімом, що представляє стародавню назву фракійського прибережного поселення, а Карон Лімен - його порт. Весь мис площею близько 25 гектарів багатий на археологічні пам'ятники, хоча берегова лінія сьогодні відрізняється від старовинної, внаслідок випадкових знахідок, польових досліджень, рятувальних розкопок 1976-1979 рр. і підводних досліджень в 1962, 1979 і 1980 рр. Досліджено пізнє античне укріплення, розташоване на самому мисі, на південь від маяка Шабла. Збережена частина фортеці площею 12 х 60 м. За допомогою бурових археологічних досліджень 1995-96 рр. був встановлений напрямок західної фортечної стіни, частково досліджена південно-західна вежа. Місце було оголошено пам'яткою культури у 23.12.1985. Під водою проти Шабленської Тузли знайдені поселення бронзового століття, стародавній некрополь, стародавні корабельні уламки.
Гора Карія на Антарктичному півострові названа на честь давньої Карії.

### Середньовіччя і сучасність
У ранньому середньовіччі, спустошений варварськими вторгненнями, район був заселений прото-болгарами і слов'янами, і був частиною фундаменту болгарської держави. Після провалу хрестового походу Владислава Варненчика проти турків в 1444 році османське панування там було повністю встановлено. У середні віки уздовж узбережжя Шабли швартувалися кораблі, що перевозили слонову кістку. Багато з них потоплені хвилями, і до сьогоднішнього дня щасливчикам вдається знайти ці кістки. У одній легенді розповідається про британський корабель "Чорний князь", який потонув під Шаблою в часи Кримської війні. Він начебто був навантажений золотом для армії.
Походження назви сьогоднішнього села, за версією, пов'язане з протоболгарським словом "шабла" (черпак). У середині 19 століття, Шабла - це найбільше болгарське село в регіоні, а його мер - болгарин. Жителі активно беруть участь у боротьбі за окрему болгарську церкву, освіту та національну свободу.
Після Визволення від османського правління Шабла була центром муніципалітету. Гордістю Шабли стала золота медаль, яку Дмитро Анастасов отримав на Першій болгарській сільськогосподарській та промисловій виставці в Пловдиві в 1892 році. У 1900 році в муніципалітеті проти введення нових податків (десятини) спалахнуло селянське повстання в селах Дуранкулак і Шабла. З серпня 1913 р. по вересень 1916 р. і з листопада 1919 по вересень 1940 р. регіон був окупований Румунією. Після звільнення 7 вересня 1940 року сотні сімей, депортованих румунами повернулися.
Навколо Маяка Шабла було знайдене єдине нафтове родовище в Болгарії, а гаряча мінеральна вода з високим вмістом сірки сьогодні витікає з інших свердловин.
До 1964 року Шабла була селом, до 1969 року міським поселенням, 27.08.1969. було проголошене містом.

## Маяк Шабла

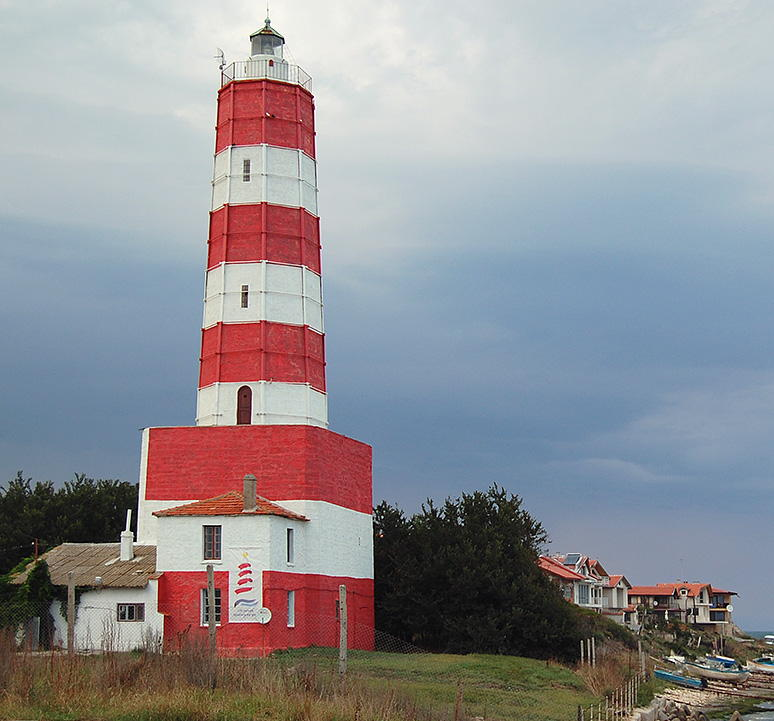
Маяк, 2006 р.

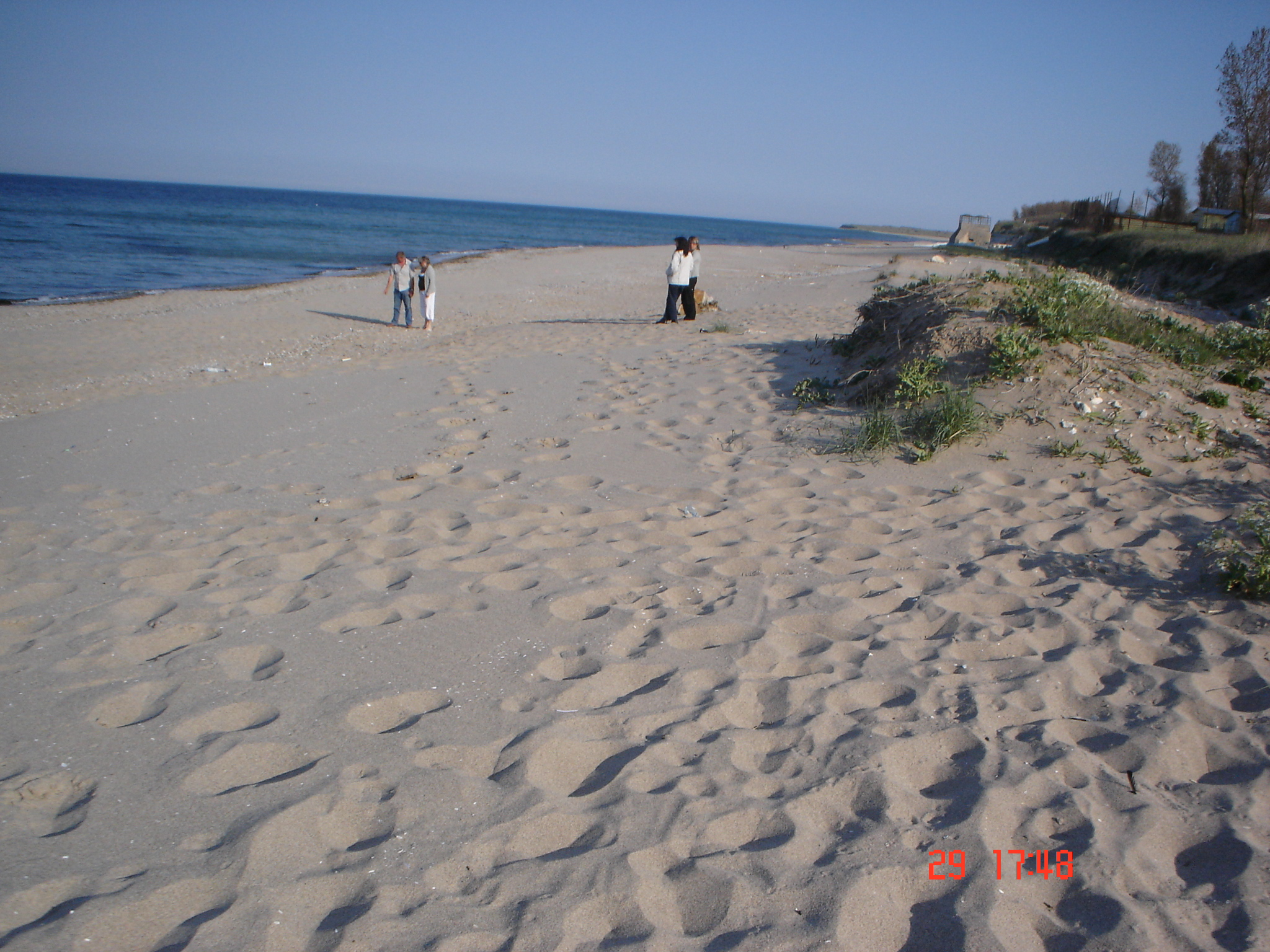
Пляжі у Шаблі

Маяк на мисі Шабла розташований у східній точці Болгарії. Це найвищий у Болгарії і найстаріший автентичний маяк у Чорноморсько-середземноморському басейні. Він розташований на 43° 32 'N і 28° 36 'Е, його сигнал є білим світлом, що світить 3 рази кожні 25 секунд.
Тут, з часів давньої Карії, з давніх римських епох функціонує навігаційна установка. Біле світло маяка видно на 17 морських миль. Він веде і захищає морські судна від зіткнення з підводним рифом проти сьогоднішнього кемпінгу "Добруджа", мілководдям між мисом Шабла і селом Тюленово. Сучасний маяк був побудований в 1768 р. у зв'язку з Російсько-турецькою війною між 1768 і 1774 рр. Про це свідчить опис Ксав'є Омера де ла Еля, який у 1852 р. повідомив про кам'яний напис на будівлі 1182 р. за хіджрою, що відповідає даті 1768. Це підтверджується ще й тим, що маяк тут не згадувався в 1756 році в описі «приморська Болгарія» французького дипломата і географа Шарля де Пайсонела, а в 1786 році в навігаційному описі узбережжя австрійського офіцера Венцеля фон Броняра є свідчення про те, що маяк вже зведений на своєму місці. Башта зображена без караулу, добудованого пізніше до південної сторони маяка. Східна башта була покинута, потім відремонтована і реконструйована, головним чином під час Кримської війни, коли, згідно з проектом французького інженера, об'єкт був відремонтований болгарськими майстрами, нова караулка була обладнана і оснащена сучасною оптикою французьким морським офіцером Мішелем Колбом ("Compagnie des Phares de l'Empire Ottomane") і в 1856 році маяк знову запалює світло. На цей ремонт було витрачено лише 14 370 золотих левів. Для порівняння, будівництво набагато скромніших маяків Галата і Каліакра коштувало по 15 100 золотих левів за кожен. У західній стіні збудованої тоді караульної будівлі був вставлений султанський монограм Абдули Меджида. Це свідчить про те, що маяк Шабла вважається османським урядом надзвичайно важливим. Офіційно відремонтований маяк був відкритий 15 липня 1857 року. Участь болгар нагадує лев, що стоїть на задніх лапах, зображений на північно-західному краю бази маяка на висоті 9 м. Хоча це мало помітно, це досить сміливий образ на турецькій державній установі з військовими функціями.
Основа конструкції - квадратна чотиристінна база шириною 8,80 м і висотою 10 метрів, над якою стоїть вежа з формою 8-сторонньої піраміди. Товщина стінок становить 1,50 м, а в січенні пілястр, що підтримує арку, досягає 3 м. Центральний купол підтримується чотирма меншими куполами. Загальна висота над рельєфом становить 32 м і 36 м над рівнем моря. Вершина його громовідводу позолочена. Після землетрусу 7,2 за шкалою Ріхтера 31. III.1901 маяк був відремонтований, а в 1935 році споруда була укріплена сталевими елементами і пофарбована у білий колір. У 1957 році нафтово-газове освітлення було розібрано, а маяк був електрифікований. У 1987 році були виконані ремонтні роботи та встановлена нова радянська оптика з джерелом світла потужністю 1 кВт. У морі маяк видно на 31 км, а в ясну погоду і набагато далі. Вимірювання місцевими жителями свідчать про те, що узбережжя перед маяком в 29 метрів в 1948 році знизилося до 13 метрів у 1996 році. Військово-морськими Силами Болгарії у серпні 2006 року було відзначено 150-річчя офіційного відкриття Маяка Шабла. Потім в її західну стіну вбудована капсула з повідомленням для майбутніх поколінь.
Зараз у маяку працює чотири людини, які чергують по 8 годин.
Наш маяк унікальний. Це копія Александрійського маяка, але менша. Тільки камінь і розчин в стінах, нічого іншого. Його будівництво є нестандартним, - сказав доглядач Нанчо Нанев. Він працює на маяку з 1992 року. Він пережив дуже складні ситуації, але він ніколи не забуде зиму, коли йому довелося піднятися і спуститися по сходах 10 разів за годину, щоб усунути нещасні випадки. Зима біля Шабли наступає пізно і викликає шторми і аномалії, пояснює Нанчо Нанев.

## Релігії

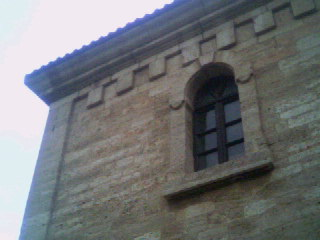
Храм „Св. Харалампій“ (деталь)

У місті майже всі сповідують православне християнство. Храм святого Харалампія є єдиним з такою назвою у Варненсько-Великопреславській єпархії. Перша церква була побудована в 1853 році разом з першою церковною школою. Після Визволення почався великий ремонт храму, але руйнівний землетрус 1900 року припинив роботу. Будівництво було завершено в 1908 - 1909 роках і освячено митрополитом Варненсько-Преславським Симеоном. Свято відбувається 10 лютого, коли багато священиків і боголюбних людей, митрополит Кирило проводять Божественну літургію.

## Державні установи
Адміністрація м. Шабла
- Громадський центр "Зора"
- Центр соціальної реабілітації та інтеграції. [Архівовано 6 березня 2012 у Wayback Machine.]
- Зелений освітній центр.Зелен образователен център [Архівовано 4 серпня 2011 у Wayback Machine.]
- Муніципальна організація Болгарського Червоного Хреста
- Муніципальна організація скаутського клубу "Яструбок"

## Школи
- Середня школа "Асен Златаров"
- Початкова школа "Климент Охридський" - село Дуранкулак

## Визначні пам'ятки
- Озеро Шабла знаходиться за 3 км від міста Шабла.
- У 6 км від Шабли знаходиться Шабленська тузла.
- Національний археологічний заповідник Яйлата, розташований на відстані 2 км на південь від Камен-Брягу і в 18 км на північний схід від Каварни.

## Регулярні події
Тиждень моря, як правило, проводиться в перший тиждень серпня. Ярмарок Шабла відбудеться 2 червня. Він простягається від центру Шабли до кільцевої дороги до Румунії.
У м. Шабла вже другий рік поспіль організовують захід «З доброю волею до природи» небайдужими особами з країни та зарубіжжя. Під час проведення акцій було прибрано "Чорноморський Дуранкулакський археологічний парк" та пляжі шаблінських кемпінгів у селах Крапець і Дуранкулак, де було зібрано 354 мішків з відходами. Відремонтовано також 40 старих дерев'яних будиночків для птахів. Учасники відновили обидві платформи для спостереження за Шабленською тузлою. Створені також два нових острова для гніздування птахів у її водах.
Були проведені вечірні презентації природознавчих пам'яток та природоохоронних заходів, а також Болгарського товариства захисту птахів та проектів та ініціатив болгарської спілки захисту птахів. Обговорений проект із збереження популяції червоногрудого гусака, а також моніторинг звичайних видів птахів.

## Спорт
Футбольна команда міста називається ФК «Шабла». У 2010 році був створений другий клуб Нефтянік, де грають лише місцеві футболісти.

## Зовнішні посилання
-Община Шабла [Архівовано 6 березня 2019 у Wayback Machine.] офіційний сайт